# Jonathan Banks
Jonathan Ray Banks (ur. 31 stycznia 1947 w Waszyngtonie) – amerykański aktor charakterystyczny, grywający zwykle czarne charaktery. Wystąpił w filmach: dwóch z Eddiem Murphym – 48 godzin (1982) i Gliniarz z Beverly Hills (1984), Gremliny rozrabiają (1984), Uzbrojeni i niebezpieczni (1986) i Liberator 2 (1995), a także w serialach telewizyjnych, w tym Star Trek: Stacja kosmiczna (1993), Nieśmiertelny (1994), Strażnik Teksasu (1994), SeaQuest (1994-95), Breaking Bad (2009–2012), CSI: Kryminalne zagadki Miami (2011) i Zadzwoń do Saula (2015–2022).

## Filmografia

### Filmy fabularne
- 1978: Powrót do domu jako żołnierz piechoty morskiej na przyjęciu
- 1979: Róża jako organizator telewizyjny
- 1980: Czyste szaleństwo (Stir Crazy) jako Jack Graham
- 1982: Frances jako autostopowicz
- 1982: 48 godzin jako Algren
- 1983: Zabij mnie, zabij siebie (Murder Me, Murder You, TV) jako Janos Saracen
- 1984: Gliniarz z Beverly Hills jako Zack
- 1984: Gremliny rozrabiają (Gremlins) jako zastępca szeryfa Brent
- 1986: Uzbrojeni i niebezpieczni jako Clyde Klepper
- 1992: Freejack jako Michelette
- 1995: Liberator 2 jako Scotty, najemnik
- 1998: Dolar za martwego (TV) jako pułkownik Skinner
- 2001: Prawo do zemsty jako Price
- 2001: Krokodyl Dundee w Los Angeles jako Milos Drubnik
- 2002: Policja jako James Barcomb
- 2011: Szefowie wrogowie jako detektyw Hatcher
- 2013: Złodziej tożsamości jako Paul
- 2014: Bullet (Bullet) jako Carlito Kane
- 2018: Pasażer jako Walt
- 2018: Iniemamocni 2 jako Rick Dicker (głos)
- 2019: El Camino: Film Breaking Bad jako Mike Ehrmantraut

### Seriale TV
- 1976: Barnaby Jones jako Vince Gentry
- 1977: Barnaby Jones jako sprzedawca samochodu
- 1979: The Waltons jako Jeb Sanders
- 1980: Domek na prerii jako Jed
- 1983: Posterunek przy Hill Street jako Reggie
- 1984: Hardcastle i McCormick jako Bill Rogers
- 1984: Cagney i Lacey jako Keith Edsin
- 1985: Hardcastle i McCormick jako Taylor Walsh / Weed Randall
- 1987: Falcon Crest jako Kolinski
- 1987–1990: Cwaniak (Wiseguy) jako Frank McPike
- 1993: Star Trek: Stacja kosmiczna jako Shel-la
- 1994: Nieśmiertelny jako Mako
- 1994: Strażnik Teksasu jako Shelby Valentine
- 1994: Matlock jako Jack Starling
- 1994–1995: SeaQuest jako Maximillian Scully
- 1996: Diagnoza morderstwo jako Max Jupe
- 2000: Diagnoza morderstwo jako Bruce Locatelli
- 2001: Bez pardonu jako Monya Pastov
- 2003: Agentka o stu twarzach jako Frederick Brandon
- 2004: Joan z Arkadii jako szeryf Mike Rakowski
- 2004–2006: CSI: Kryminalne zagadki Las Vegas jako Bobby Jensen
- 2006: Bez śladu jako Sal Marcello
- 2007: Dexter jako zastępca dyrektora FBI Max Adams
- 2008: Ostry dyżur jako Robert Truman
- 2008: Powrót do życia jako Nathan Gray
- 2009: Castle jako Bruce Kirby
- 2009: Magia kłamstwa jako Bitcher
- 2009: Dowody zbrodni jako John ‘Shameless’ Clark '09
- 2009–2012: Breaking Bad jako Mike Ehrmantraut
- 2011: Dwóch i pół jako Pawn Broker
- 2011: CSI: Kryminalne zagadki Miami jako Oscar Duarte
- 2013: Anatomia prawdy jako detektyw Glenn Fitz
- 2014: Community jako Buzz Hickey
- 2015: Major Lazer jako prawnik (głos)
- 2015: Wodogrzmoty Małe jako Filbrick Pines (głos)
- 2015: The Expanse jako dyrektor wykonawczy
- 2015: Robot Chicken jako kompozytowy Superman
- 2015: Pogromcy mitów w roli samego siebie
- 2015–2022: Zadzwoń do Saula jako Mike Ehrmantraut
- 2016–2018: Akademia Skylandersów jako Eruptor (głos)
- 2017: Dr Ken jako dr Erwin
- 2017–2019: Zaplątane przygody Roszpunki jako Quirin (głos)